# Þorgeir Ásgrímsson
Þorgeir Ásgrímsson (Thorgeir, n. 960) fue un vikingo y colono de Rangárvellir en Islandia. Su padre Ásgrímur Úlfsson (n. 930) era un bóndi de Þelamörk y según Landnámabók, se negó a pagar impuestos a Harald I de Noruega, por lo que rey envió a su propio tío Þórorm y fue asesinado. Þorgeir solo tenía diez años pero su hermano mayor Þorsteinn Ásgrímsson, al regreso de sus expediciones vikingas, quemó a Þórorm en su casa y saqueó la hacienda como venganza tras lo cual escaparon a Islandia. Þorgeir aparece citado en la saga de Hænsna-Þóris. Þorgeir fue el primer colono que fundó una hacienda en Oddi.

## Herencia
Se casó con Þuríður Eilífsdóttir (n. 962), y fruto de esa relación nació una hija, Helga Þorgeirsdóttir (980 - 1060) que sería esposa de Svartur Úlfsson (n. 968), ambos padres de Loðmundur Svartsson (1000 - 1060).